# Xã Spencer, Quận Jennings, Indiana
Xã Spencer (tiếng Anh: Spencer Township) là một xã thuộc quận Jennings, tiểu bang Indiana, Hoa Kỳ. Năm 2010, dân số của xã này là 2.326 người.